# アントウェルペン

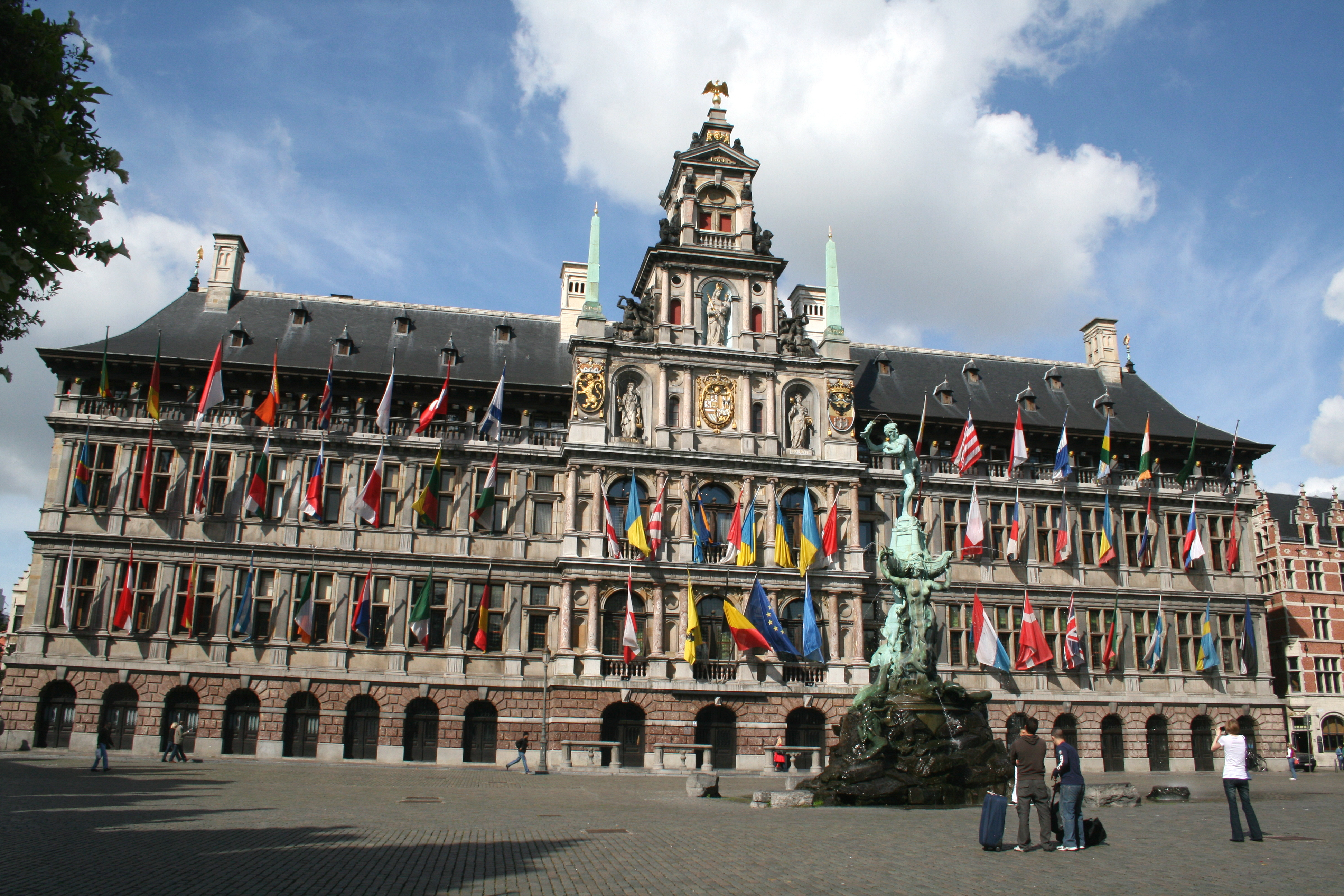
グローテ・マルクトのアントウェルペン市庁舎

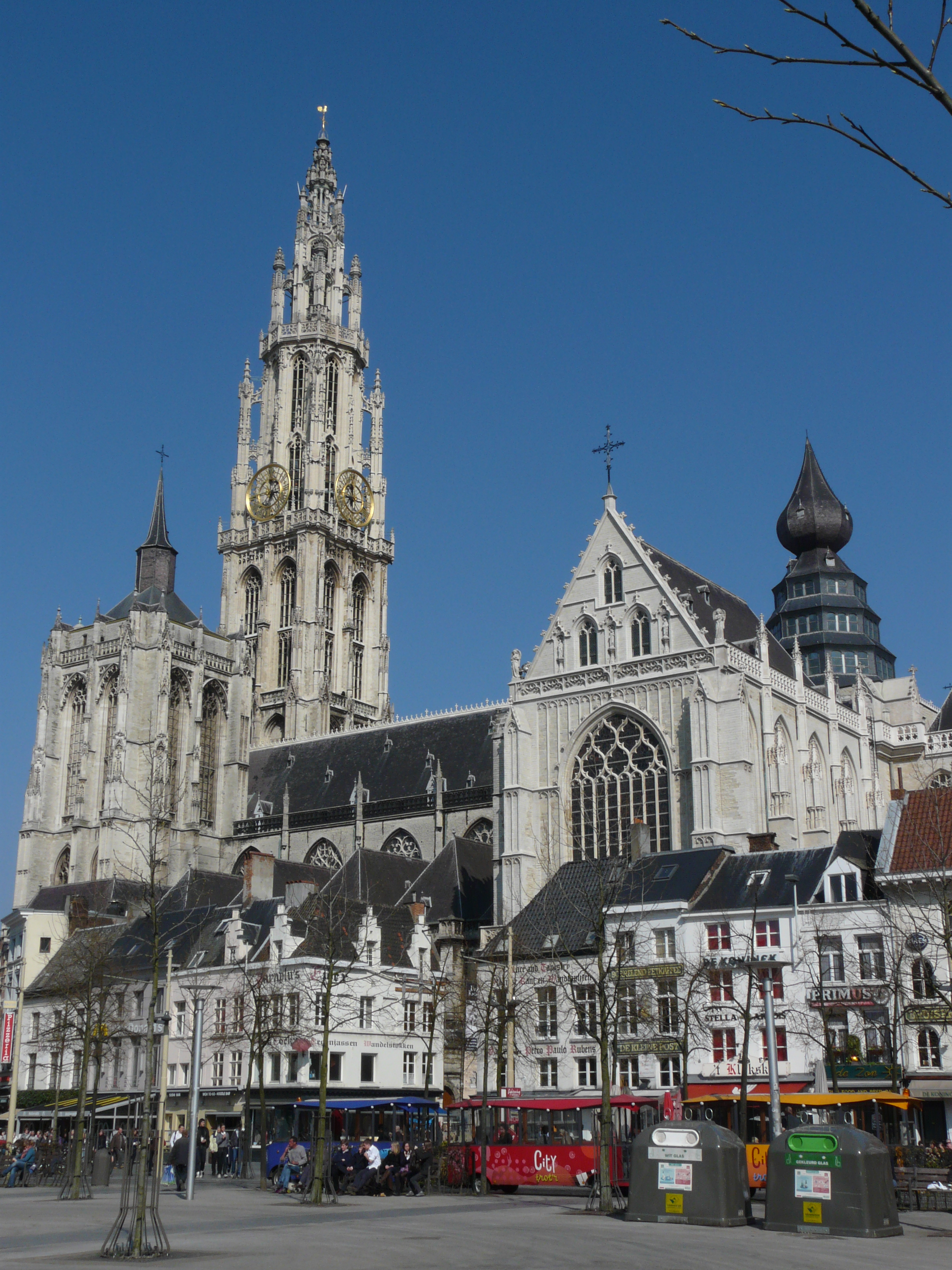
ハントシェーンマルクトの聖母大聖堂。低地地方最大の大聖堂であり、ルーベンスの三連祭壇画がある。現在も市内最大の建造物

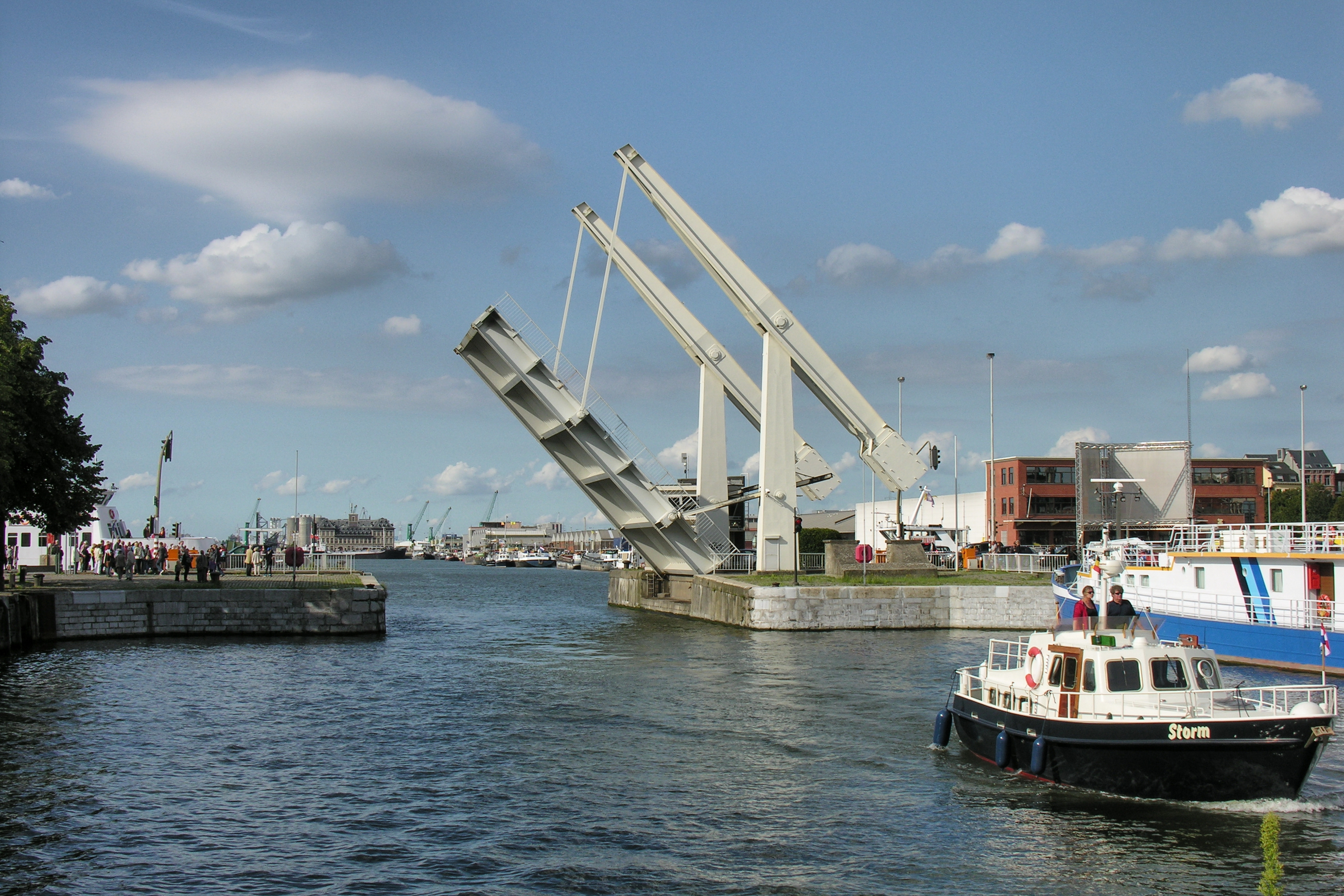
運河に架かる橋

アントウェルペン（オランダ語: Antwerpen [ˈɑntʋɛrpə(n)] ( 音声ファイル), フランス語: Anvers [ɑ̃vɛʁ(s)], 英語: Antwerp [ˈæntwɜrp], ドイツ語旧称: Antorf, Antorff）は、ベルギーのフランデレン地域・アントウェルペン州の州都である。首都ブリュッセルに次ぐ同国第2の都市で、都市圏人口は約120万人。市としては最多の人口を持ち、2020年1月1日時点の総人口は52万7763人。面積は204.51 km2、人口密度は2,581人/km2である。
オランダのロッテルダムとともに欧州を代表する港湾都市のひとつ。
1990年代からはファッションの街としても名がある。これは王立美術学校の何人かの卒業生がモード界で国際的な成功を収めたことに起因する。

## 名称
英語名に由来するアントワープや、フランス語名に由来するアンヴェルス（アンベルス）も日本語の表記においてよく用いられる。

### 名前の由来
街の名称は、古くは巨人アンティゴーンと英雄ブラボーの伝説に由来するとされてきた。スヘルデ川の川岸の城に住む巨人ドルオン・アンティゴーンは、城付近を通り過ぎる船に通行料を求め、それに応じない者に対しては、その手を切り落として河へ放り捨てた。しかし、ついにローマの戦士ブラボーがアンティゴーンの息の根を止め、手を切り落として河へ投げ捨てた。Antwerpen はこの出来事に由来し、handwerpen（hand 手 ＋ werpen 投げる）がもとになっているという。現在のアントウェルペン市庁舎前には、この伝説を主題とする記念碑「ブラボーの噴水」がある。これは民間語源であるものの、手を切断することは実際に当時のヨーロッパで行われており、中世には死者の右手が切断され、死手譲渡の証拠として封建領主に送られることもあった。
しかし、19世紀の歴史家・外交官ジョン・ロスロップ・モトリーは、アントウェルペンという名称を「an 't werf」（on the wharf、wharfは波止場）、または「Aan 't werp」(at the warp) に由来するという議論を展開した。ここでの「warp」とは、高潮でも農地が水浸しにならないだけの土手を築いたことを指しており、農民たちは堤防の先に農地を広げていった。「werp」という語には「pol」（ポルダー、干拓地）という意味もある。
現在最も有力な説は、ガロ・ローマ文化期のラテン語「antverpia」であり、アントウェルペンはかつてのスヘルデ川の湾曲にそって形成されたとする。この語は「Ante」(before) と「Verpia」（砂などの粒子が水などによって堆積、沈殿したもの）に由来しており、スヘルデ川の湾曲に伴う堆積作用によって土地が形成されていったことを示している。ただし、スヘルデ川は7世紀から8世紀半ばごろに流れが変わっており、かつての流域は、街の南部にある現在の環状道路とほぼ一致していると考えられる。

## 地理

### 地勢
スヘルデ川の右岸に位置する。スヘルデ川はオランダ南西部ゼーラント州の西部スヘルデ河口域 (Westerschelde) を経て北海につながっている。アントウェルペンには大きな正統派ユダヤ人（ハレーディー）のコミュニティがあり、そこから「西のエルサレム」との綽名がある。ダイヤモンド研磨用の円盤 (Scaif) を発明したローデウィク・ファン・ベルケン (Lodewyk van Berken) もユダヤ系ベルギー人であり、この発明によってユダヤ人のダイヤモンドカット職人が多くなり、町もダイヤモンド取引およびカット・研磨の中心として著名になった。

### 行政区

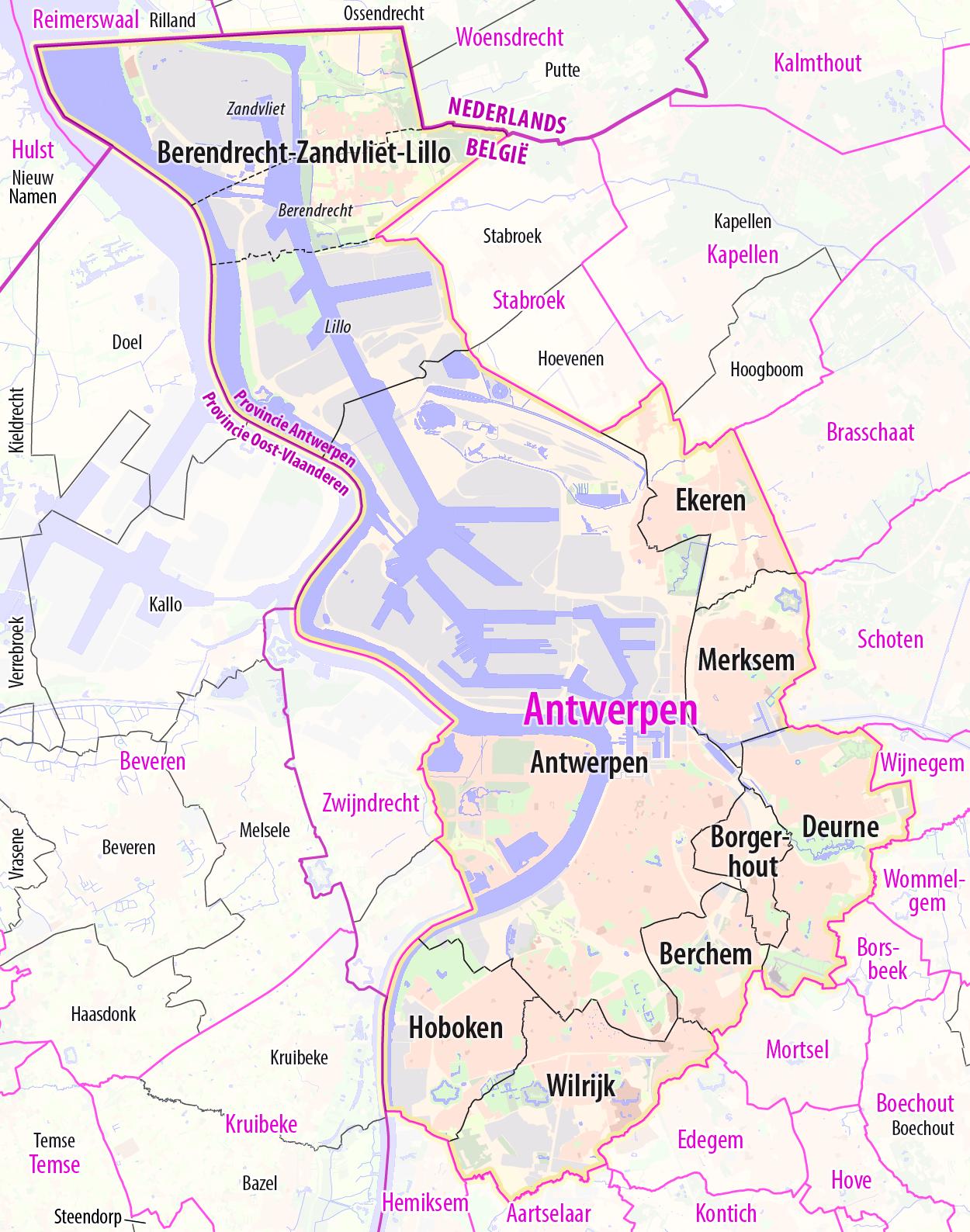
区域

行政区域としてのアントウェルペンは9つの地区からなる。
1. アントウェルペン
2. ベルヘム
3. ベーレンドレヒト＝ザントフリート＝リロ
4. ボルヘルハウト
5. デールヌ
6. エーケレム
7. ホーボーケン
8. メルクセム
9. ウィルレイク

### 人口
- 1806年から1970年までは12月31日における人口、1980年からは1月1日における人口。
- 1923年:ブルホトとツワインドレヒトがアントウェルペンに併合された（市域は+11,77 km²、住民は＋2.426人）
- 1929年:オールデレン、オーステルウィール、ウィルマースドンクがアントウェルペンと合併した（市域は+46,29 km²、住民は＋5.543人）
- 1958年:ベーレンドレヒト、ザントフリート、リロ（あわせて現在のベーレンドレヒト＝ザントフリート＝リロ）がアントウェルペンと合併した（市域は+52,93 km²、住民は＋7.249 人）
- 1983年:ベルヘム、ボルケルハウト、デウネ、ホーボーケン、メルクセム、ウィルレイクと大部分のエーケレムがアントウェルペンと合併した。これにより大幅に市民数が増加した（市域は+64,68 km²、住民は＋305.503人）

### 言語
オランダ語がアントウェルペンの公用語である。地元の人々はそのアントウェルペン方言を用いている。少数であるが、フランス語も話される。大多数の住民、特に若い世代の多くは流暢な英語を話す。モロッコやトルコなどからの移民はアラビア語、ベルベル語やトルコ語などを用いている。若干の正統派ユダヤ教の人々はイディッシュ語を話す。

## 歴史

### 古代から中世
歴史上、アントウェルペンはガロ・ローマ文明の集落にその起源があると考えられる。スヘルデ川付近における最古の集落がある地域で1952年から1961年にかけて発掘が行われ、2世紀半ばから3世紀末の陶器や杯の破片が出土している。その後、ゲルマン人のフランク族が進出した。メロヴィング朝期においてアントウェルペンに砦が築かれ、7世紀ごろに聖アマンドゥスによってキリスト教化された。10世紀末、スヘルデ川は神聖ローマ帝国における境界となった。アントウェルペンには辺境伯が置かれ、フランドル伯と対峙した。11世紀、ゴドフロワ・ド・ブイヨンが、数年間アントウェルペンを治めた。12世紀、聖ノルベルト（ノルベルト・フォン・クサンテン）が、プレモントレ会則に基づくサン・ミシェル修道院を建てた。14世紀前半に英仏百年戦争が勃発したが、フランドル地方の毛織物産業はイングランドの羊毛産業と密接なつながりがあったため、親イングランドの立場をとろうとした。そのため、フランス王と結んでいるフランドル伯に対抗して、ヤコブ・ヴァン・アルテベルデがフランドル都市連合指導者となり、イングランド側を支持する姿勢をとった。アントウェルペンは、この百年戦争初期にイングランド王エドワード3世とヤコブ・ヴァン・アルテベルデが交渉にとりかかった際の拠点でもあった。エドワードの息子ライオネル・オブ・アントワープは、アントウェルペンで生まれている。
15世紀前半、フランドル諸都市はイングランド産毛織物の流入によって市場を奪われることを望まず、ブルゴーニュ公に働きかけて輸入禁止の措置をとらせた。こうしたなか、アントウェルペンやベルヘン・オプ・ゾームはイングランドの毛織物商人を受け入れたため、イングランド産毛織物がアントウェルペンに流入した。この毛織物をライン川沿いのケルン商人が購入し、南ドイツなどへ供給するようになった。15世紀半ばには、ニュルンベルクやアウクスブルクなどの南ドイツ商人が、直接にアントウェルペンまで取引に訪れるようになった。これにより、香料をブルッヘ経由でなくイタリアから南ドイツ経由で入手できるようになった。こうした状況が近世アントウェルペン繁栄の前提となった。

### 近世

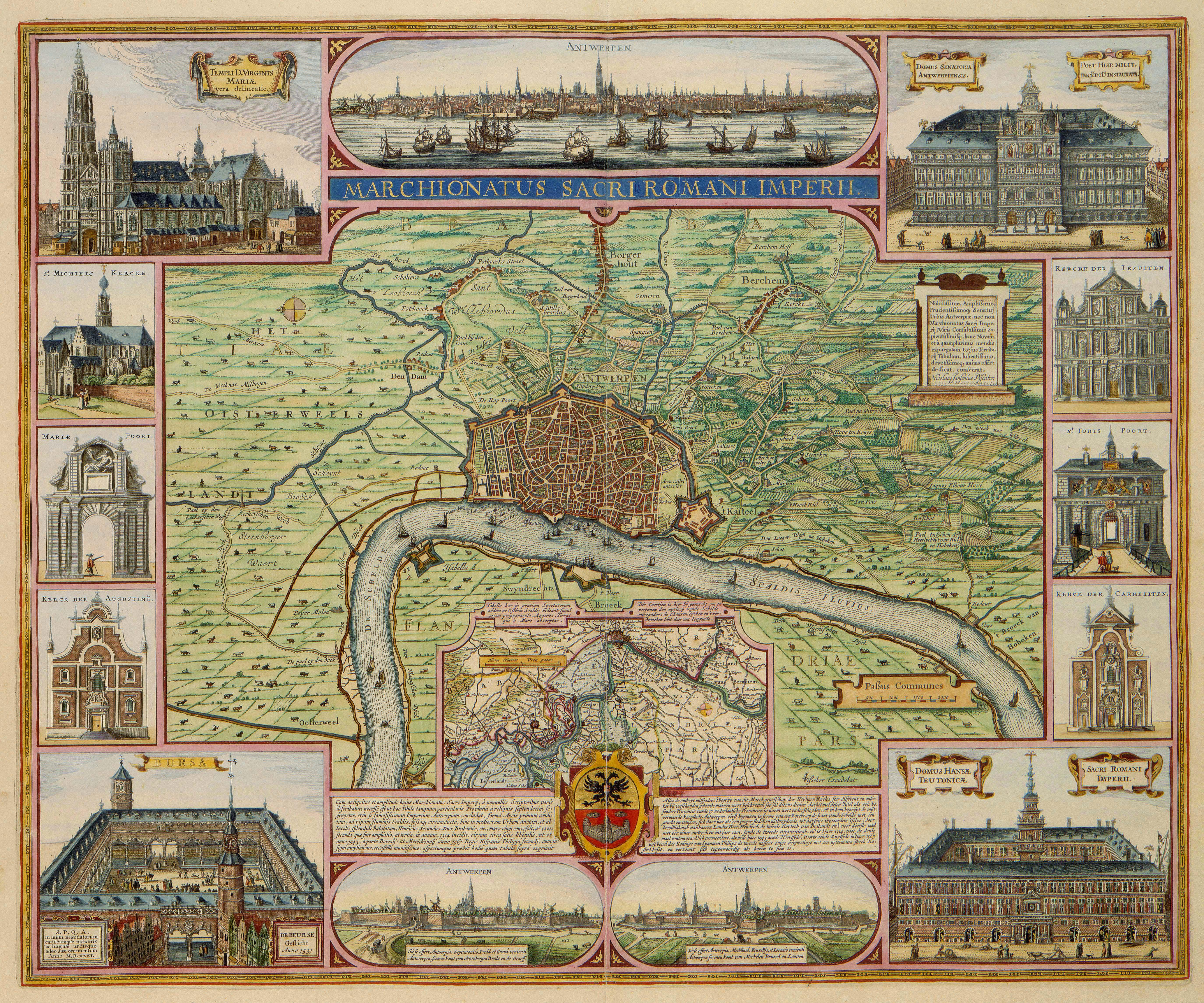
アントウェルペンの地図、1624年

このような商業網の変化に加え、ズウィンが土砂の堆積によって航行困難となったこともあり、中世後期におけるネーデルラント経済の中心であったブルッヘが衰退していき、それに代わってスヘルデ河畔のアントウェルペン（当時はブラバント公国の支配下）が重要性を増すことになった。ライン川沿いのケルン商人との結びつきを強めたことでヨーロッパ商業網における地位は一層強化され、15世紀末には外国商館がブルッヘからアントウェルペンへと移転し始めた。1501年にはスヘルデ河岸にポルトガル船が香辛料などを積んで到来し、1508年にはポルトガル王のもとで商館が設立され、1510年におけるイングランド商館についての記載も史料に残されている。
歴史家フェルナン・ブローデルは、「このスヘルデ川に臨む都市はじつに国際経済全体の中心にあった。ブリュージュはというと、その最盛期にあっても、その地位まで到達したことがなかったのである」と評している。そのアントウェルペンの黄金時代は、強く大交易時代と関連して海運業の隆盛を極め、16世紀前半より成長を遂げて1560年までにはアルプス以北における最大規模の都市となった。多くの外国商人が街に居住し、ポルトガル船からは胡椒やシナモンなどの積荷が日々下ろされていた。ヴェネツィアの大使であったフランチェスコ・グイチャルディーニは、何百の船舶が一日に往来し、2千もの荷馬車が毎週やってくることを記している。また、ポーランド産穀物を積んだ船の寄港地として、いくつもの倉庫を抱えていた。
ヴェネツィアやジェノヴァの繁栄は各地へと赴いた地元出身の商人によって支えられていたが、アントウェルペンの場合は同市出身の商人が世界各地に勇躍していったわけではない。アントウェルペン経済は、ヴェネツィアやラグーザ（ドゥブロヴニク）、スペイン、ポルトガルなど各地からやって来た商人たちの手で支えられており、このことが都市内の多様性・コスモポリタン的性格を形成していった。市政は地元の土地貴族らによる寡頭政がとられていたが、彼らは原則上実業に従事することを禁じられていた。宗教的にも寛容で、ユダヤ教正統派の大規模なコミュニティも形成されたほか、イベリア半島を追われたマラーノ（マラノス）の亡命先やプロテスタントの拠点ともなりえたのである。
しかし、アントウェルペンはヴェネツィアやジェノヴァのような自由都市、自治共和国というわけではなかった。一時はブリュッセルのブラバント公による支配から離れたものの、1406年より再びブリュッセルの統制下に置かれていた。
アントウェルペンはこの黄金時代に1501年から1521年、1535年から1557年、1559年から1568年と3回の好況を迎えた。最初の繁栄は、ポルトガルからもたらされた胡椒であった。この好況は1521年よりイタリア戦争が深刻化し、ヴァロワ家とハプスブルク家の間の戦乱によって国際商業が麻痺したことで収束していった。次の時期は、セビーリャ経由でアメリカ大陸産の銀が流入したことであった。これはスペインの国家財政が破綻する1557年に収束していった。最後の時期は、1559年にカトー・カンブレジ条約が締結されたことに伴う政治的安定であった。この時期にはイングランドと競合しつつも繊維産業が発展をみせた。
国際的な商業拠点として出版も盛んであった。16世紀のアントウェルペンは、現地フラマン語の文献のみでなく、英語やフランス語の出版・輸出拠点として栄えた。宗教的に寛容な性格のため、プロテスタントの文献も多く出版された。当時のネーデルラントで出版された文献のうち半数以上がアントウェルペン刊であったとされる。16世紀後半で最も偉大な印刷出版業者ともいわれるクリストフ・プランタンの工房は市内に現存しており、プランタン＝モレトゥス博物館として当時の出版文化を伝えている。
他方、コスモポリタン的性格の裏面として海賊版の出版拠点となっていたことも事実である。他の都市の業者の中にも、何らかの事情で版元を明かさず出版するときに出版地をアントウェルペンと偽るケースも見られた。リヨンの大手ブノワ・リゴーも「アンヴェルスのピエール・ストルー」という架空の名義で出版したことがあった。
アントウェルペンの人口は、1500年には4万数千人であったが、八十年戦争（オランダ独立戦争）勃発以前には10万人を越えた。建造物の数も倍増した。その反面で貧困層も増加し、好不況の波と持続的な物価上昇は、未熟練労働者・荷運び人夫などの生活を苦しめることになった。
イタリア戦争後、スペイン王フェリペ2世は異母姉であるパルマ公妃マルゲリータをネーデルラント17州の執政（全州総督）に任じた。フェリペ2世はネーデルラントの統制強化を図り、宗教的にはカトリックの強制を図ったため、ネーデルラント各地で集権化に反発する貴族やプロテスタントとの反目を生じさせた。1566年8月よりネーデルラント各地に広がった反乱は鎮静化したものの、この際のマルゲリータの対応に不満を持ったフェリペ2世は、1567年8月により強硬姿勢をとるアルバ公フェルナンド・アルバレス・デ・トレドを派遣した。しかし、対立はより先鋭化して翌年に八十年戦争（オランダ独立戦争）が勃発した。この戦争によってスペイン北部のビルバオとアントウェルペンを結ぶ交易ルートが維持できなくなり、イベリア半島との商取引が困難になったほか、スヘルデ川の封鎖も同市の経済を苦しめた。さらに1576年11月4日、スペインの兵士がアントウェルペンで残忍な掠奪を行った。これにより数千人の市民が虐殺され、数百軒の家屋が焼き払われた。この被害額は200万スターリングにも及んだとされる。
この事件でネーデルラントの反スペイン勢力は一時的に妥協を余儀なくされた（ヘントの和約）が、アントウェルペン市民の反スペイン感情は深まった。1579年のユトレヒト同盟にもアントウェルペンは加わり、反スペインの姿勢を鮮明とした。しかし、1583年末までに同市の周辺地域はスペインに占領されており、オラニエ公ウィレム1世もネーデルラント北部の戦闘に向けて同市を離れた。アントウェルペンに迫るスペイン軍に対して、当時の市長フィリップ・ド・マルニックスはポルダーを決壊させるなど長期の抵抗をみせたが、市内の食糧備蓄が限界に近づくと、1585年8月にスペイン側のパルマ公アレッサンドロ・ファルネーゼに降服を余儀なくされた。
降伏条件のひとつとして、プロテスタントの市民はアントウェルペンを立ち去るまでに2年間の猶予が与えられた。そのほとんどがネーデルラント連邦共和国（オランダ）へと移住したことは、オランダが黄金時代を築いていく前提となった。一方、その後のアントウェルペンにおける銀行業務はジェノヴァ商人の統制下におかれた。この結果、アントウェルペンに代わってオランダのアムステルダムが世界商業・金融の中心地となっていった。
1648年、三十年戦争の講和条約であるヴェストファーレン条約（そのうちのミュンスター条約）でオランダの主権が認められると、オランダはアントウェルペンの商業活動に壊滅的な打撃を与えるため、スヘルデ川の河口を閉鎖することを要求した。これには、スペイン・ハプスブルク家の統治下にある南ネーデルラントがオランダの脅威にならないようにする狙いがあったが、ネーデルラント南部が1795年から1814年まではフランスの統治下にあったこと、1815年から1830年まではオランダ立憲王国の統治下にあったことで、実際にはその統制は緩められていた。

### 近現代

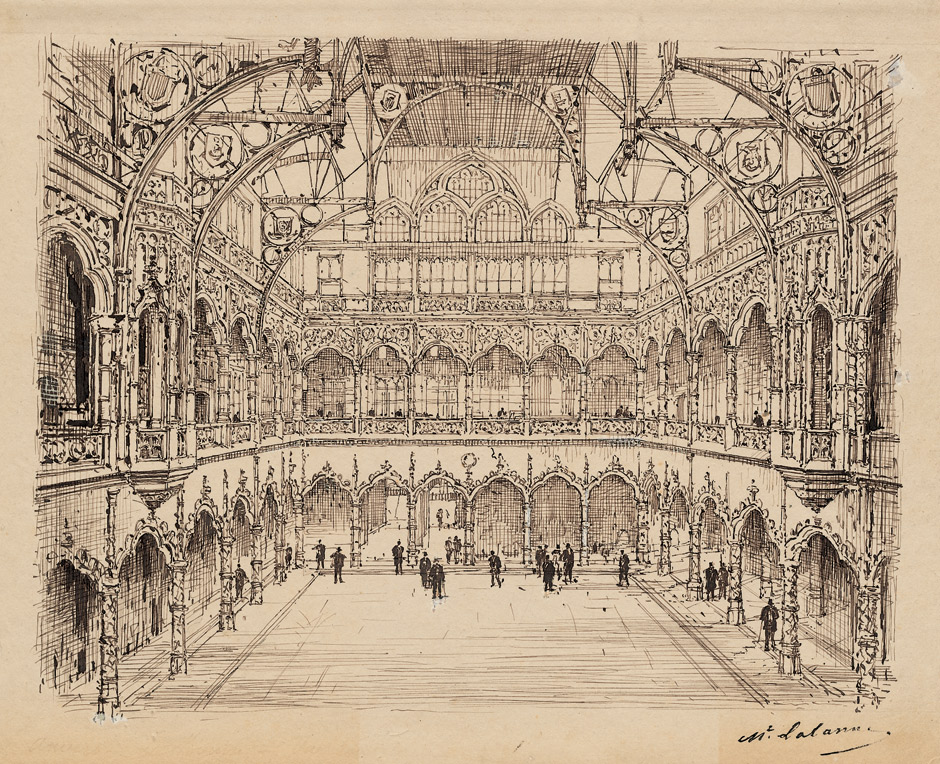
アントワープ証券取引所、1886年頃

1800年ごろ、アントウェルペンは最も停滞した時期を迎え、当時の人口は4万人以下にまで沈んだ。しかしナポレオン・ボナパルトは、アントウェルペンの戦略的重要性から、防波堤と2つのドックを建設するために港の拡張を図り、スヘルデ川にもっと大きな船舶が接岸できるように川底を掘り下げようとした。ナポレオンはアントウェルペンの港をヨーロッパ屈指のものとすることで、ナポレオンと対立するイギリスのロンドン港に対抗し、イギリスの力を抑えようとした。しかし、ワーテルローの戦いで失脚したため、この構想は実現しなかった。
1830年、アントウェルペンはオランダからのベルギー独立を目指す反乱軍によって包囲された。ダヴィド＝ヘンドリック・シャッセ将軍が統率するオランダ守備兵がアントウェルペンを防衛したが、ベルギー軍の断続的な砲撃によって打撃を受け、フランス軍によるベルギー支援もあって、シャッセは勇敢に戦ったものの降服を余儀なくされた。
1843年にはケルンとアントウェルペンの間が鉄道で結ばれ、近代アントウェルペンの発展に貢献した。1863年にベルギーがオランダからスヘルデ川の航行自由権を買収したことも街の発展に寄与した。
1903年、初めての世界体操競技選手権がアントウェルペンで開催された。第一次世界大戦中、ベルギーは中立国であったにもかかわらずドイツ軍の攻撃を受け、アントウェルペンはリエージュで敗れたベルギー軍の退却地点となった。その後、さらなるドイツ軍の厳しい攻撃によってベルギー軍は西方への撤退を余儀なくされた。
1920年、アントウェルペンでアントワープオリンピックが開催された。1928年、アントウェルペンの補欠選挙で、フロント党のアウグステ・ボルムスが勝利した。このことがフランス系とオランダ系住民の対立を激化させ、当時の首相であったジャスパールは大学教育におけるオランダ語の使用を容認した。1936年にはアントウェルペン港で大規模なゼネストが発生し、ベルギー全土に広がりをみせた。このため組合・経営者・政府による全国労働者会議が開催され、労働者の権利が拡大した。
第二次世界大戦において、アントウェルペンはその港ゆえに戦略上の要所となった。1940年5月にドイツ軍によって占領され、1944年9月4日、イギリス第11機甲師団によって解放された。この後、アントウェルペン港から連合軍が新たな物資を荷揚げすることを防ぐため、幾千ものV-1、V-2ミサイルを使って港を破壊しようとした。とりわけV-2ミサイルは戦争を通じてアントウェルペンに打撃を与えたが、その多くが他の建造物に当たったため港は破壊できなかった。その結果、大戦を通じて港は守られたものの街は深刻な打撃を受け、戦後になってモダン風に再建された。また、戦前よりかなりのユダヤ教徒がアントウェルペンにいたが、大戦後には再び超正統派、正統派ユダヤ教の中心地となった。

## 経済

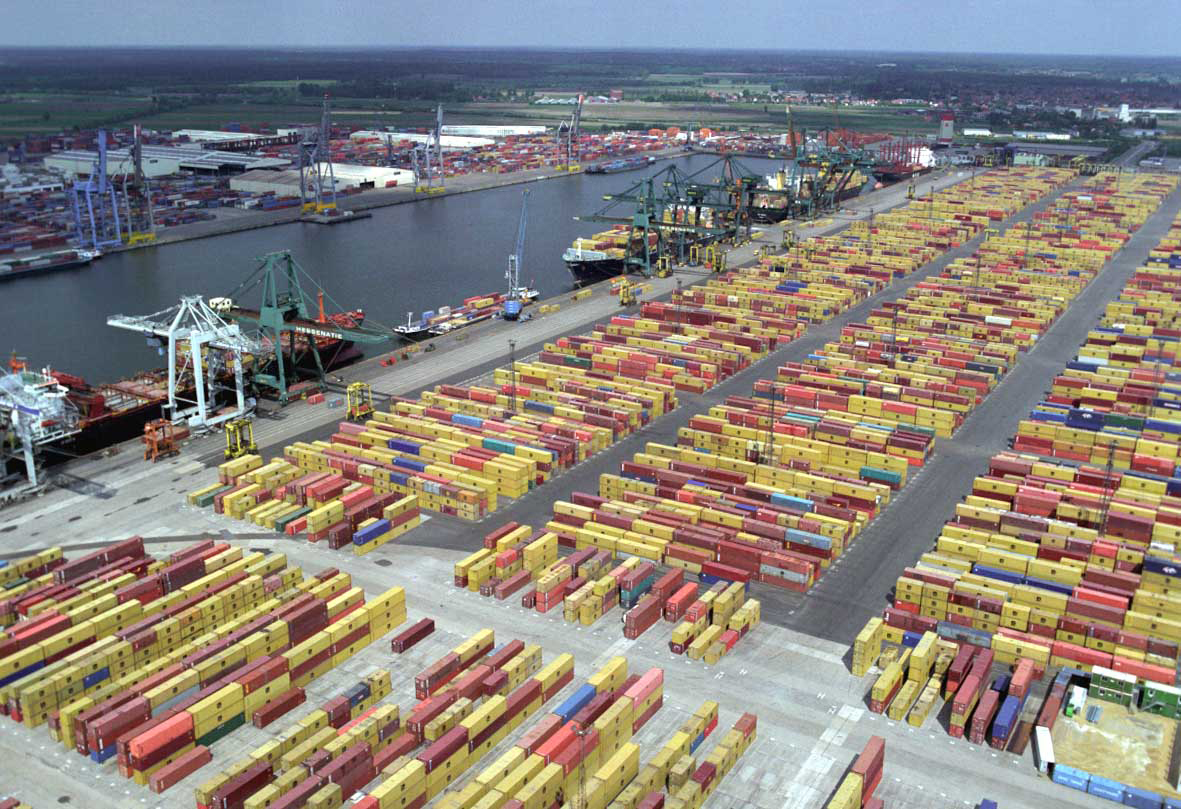
アントウェルペン港のコンテナ埠頭

### アントウェルペン港
全米港湾当局協会によれば、2020年時点でアントウェルペン港はトン数で世界第14位の港湾であり、ヨーロッパ内でもロッテルダム港に続く2位となっている。同港は高価値のジェネラルカーゴ（雑貨物）やプロジェクトカーゴ（重量貨物）、またバルクカーゴを大量に取り扱っている点で重要である。アントウェルペンの港湾地区には5つの石油精製所があり、アメリカ・テキサス州ヒューストンに次ぐ規模の石油化学工業製品の集積地となっている。
市街中心部の北から南へ3.5マイル (5.6 km) にわたって続いているスヘルデ川沿いの波止場は、クルーズ客船や近海航路の乗船場として利用されている。

### 発電所
発電所も重要な施設であり、近隣のオースト＝フランデレン州・ベフェレンのドエル地区 (Doel) に4基の原子力発電所、同じくカロ (Kallo) に1基の火力発電所があり、加えて小規模のコンバインドサイクル発電所が数か所にある。さらに、港湾地区の中の利用されていない土地に風力発電所を建設する計画もある。

### ダイヤモンド
アントウェルペンのもうひとつの主産業はダイヤモンドの取引である。市内には4つの取引所があり、ひとつはボルツと呼ばれる不透明のダイヤ専門で、他の3つの取引所は一般品質のものを扱っている。第二次世界大戦以降、市内のユダヤ人コミュニティ出身の各家族がダイヤ取引業界を一手に取り仕切っているが、1990年代ごろからはインド人・アルメニア人の業者も増えてきている。アントウェルペンにある「アントワープ・ワールド・ダイヤモンド・センター」（Antwerp World Diamond Centre, 前身は "Hoge Raad voor Diamant"）は、ダイヤの品質基準の設定、業者の倫理の取り決め、職人の訓練、またダイヤ産業の中心地としてのアントウェルペンを広く宣伝することに大きな貢献を果たしている。

## 交通

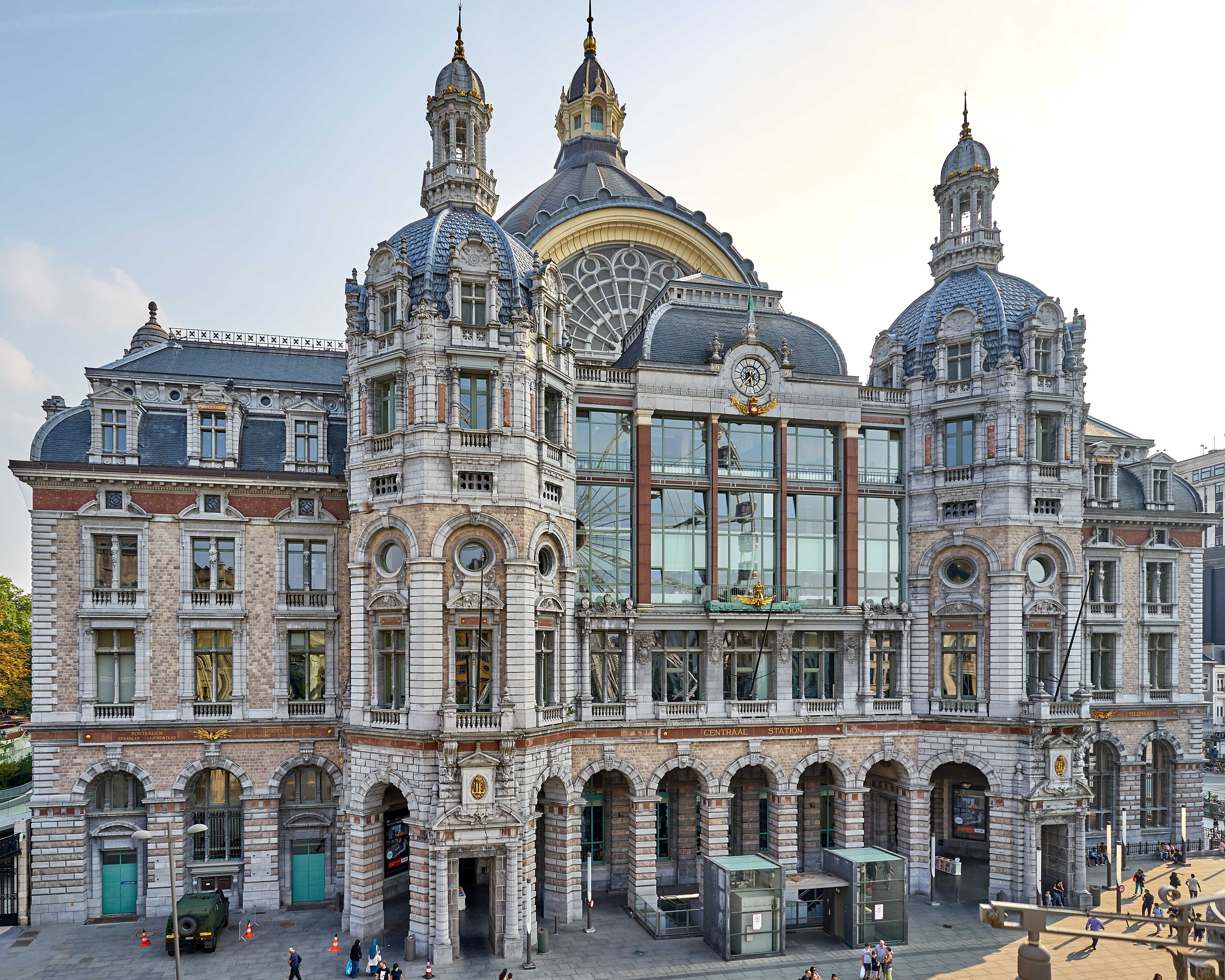
アントウェルペン中央駅

### 空港
アントウェルペン国際空港がデールヌ地区にある。VLMエアラインズがイギリスのロンドン（シティ）やマンチェスターとを直接に空路で結んでいる。市の中心部から空港までは数 kmで、バスと鉄道が運行している。

### 鉄道
アントウェルペンから各地に鉄道路線が広がっている。北へはエッセンを経てオランダへ、東にはトゥルンハウト、南にはメヘレン、ブリュッセル、シャルルロワ（途中で乗り換え）、そして南西にはヘントやオーステンデへ至る路線がある。国際列車としては、アムステルダムとパリを結ぶ列車がアントウェルペンに停車する。アントウェルペンのほか、ヘント、ブルッヘ、オーステンデ、ブリュッセル、シャルルロワ、ハッセルト、リエージュ、トゥルンハウトなどにも停車する。
アントウェルペン中央駅は、その駅舎自体が歴史的記念碑としての価値を有しており、W・G・ゼーバルトの代表作『アウステルリッツ』でも登場する。2007年には高速列車通過のためのトンネルが建設された。詳細はベルギー高速鉄道4号線を参照。
なお、アントウェルペンの初めの鉄道は馬車鉄道であった。その後、機関車鉄道は敷設されずに電気鉄道が敷設された。1901年には、在ベルギー領事の幣原喜重郎が日本の鉄道省に電気鉄道事業の概要を報告した。

#### トラム
トラムは全12路線で、そのうち地下鉄のように運行されているものは「premetro」と称されており、河川の下にトンネルが掘られている。

### バス
アントウェルペンには「De Lijn」(The Line) によって運営されているトラムとバスの交通網が張り巡らされており、アントウェルペン中心部と郊外やスヘルデ川左岸地区を結んでいる。

### 道路
高速道路が中心部を取り囲む形で整備されており、地元では「Ring」と称されている。この高速道路がブリュッセル、ハッセルト、リエージュ、ヘント、リール、ブルッヘなどの主要都市のほか、オランダのブレダ、ベルゲン・オプ・ゾームなどと結ばれている。スヘルデ川の両岸は3本のトンネルで結ばれており、建設順にWaasland Tunnel（1934年）、Kennedy Tunnel（1967年）、Liefkenshoek Tunnel（1991年）となっている。

### 港湾
アントウェルペン港にはクルーズ船のターミナルがある。

## 観光

### 世界遺産
アントウェルペン市内には、世界遺産に登録されている物件が4つある。
- プランタン＝モレトゥス博物館 (ID: 1185)
  - 所蔵されている文字資料は世界の記憶に登録されている。
- ベルギーとフランスの鐘楼群 (ID: 943) の一部として 聖母大聖堂 (ID: 943-001) と市庁舎 (ID: 943-002) の一部として登録されている。
- ル・コルビュジエの建築作品-近代建築運動への顕著な貢献- (ID: 1321) に ギエット邸 (ID: 1321-004) が登録されている。

また、世界遺産暫定リスト登録物件として、以下の2件が存在している。
- スヘルデ川から1250年ごろの城壁までのアントウェルペン（アンヴェルス）の歴史的中心地 (Noyau historique d'Antwerpen -Anvers- de l'Escaut aux anciens remparts de vers 1250)

## 文化

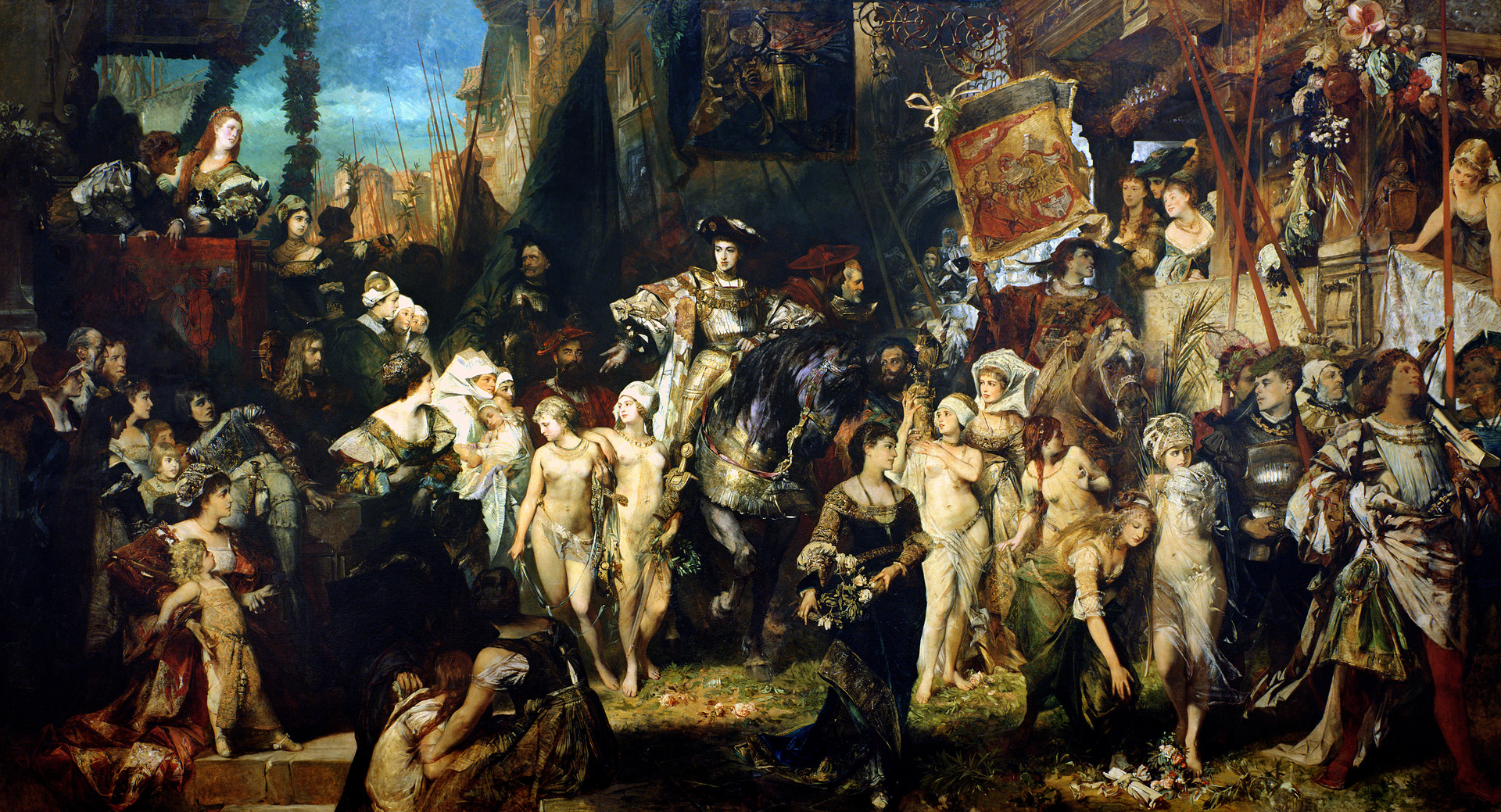
ハンス・マカルトの代表作『カール5世のアントワープ入城』

アントウェルペンにはアントウェルペン王立芸術学院があり、優れたファッション・デザイナーを輩出している。特に1980年代に頭角を現してきた6人は「アントウェルペンの6人」と呼ばれ、現在でも国際的に活躍している。
アントウェルペン動物園は1843年に開園しており、世界最古かつ最も有名な動物園のひとつである。この動物園は市の中心部にあり、4,000種以上の動物を飼育している。王立動物学協会は多くの動物の扱いを見守っており、100年以上にわたって絶滅危惧種の保護にあたってきた。
アニメで一躍有名となった物語『フランダースの犬』の舞台でもあるが、現地の人にはあまり知られておらず、ゆかりの地を訪ねてやってくる観光客は日本人ばかりである。また、リヒャルト・ワーグナーのオペラ『ローエングリン』は10世紀のアントウェルペンを舞台としている。

### スポーツ
1920年にはアントワープオリンピックが開催された。
サッカー
- ロイヤル・アントワープFC

主な運動施設
- スポーツパレス (アントウェルペン)

## 出身･関連著名人

### 芸術家
- アンソニー・ヴァン・ダイク：画家
- ピーテル・ブリューゲル：画家
- バルトロメウス・スプランヘル：画家
- フランス・ハルス：画家
- ヤーコブ・ヨルダーンス：画家
- ペーテル・ヘイセルス：画家
- アンリ・ヴァン・デ・ヴェルデ：建築家
- ドリス・ヴァン・ノッテン：ファッションデザイナー
- ダーク・ヴェルビューレン：音楽家（ドラマー）
- ディミトリ・ヴェガス&ライク・マイク：DJ
- アンドレ・クリュイタンス：指揮者

### スポーツ選手
- ティア・エルボー：陸上選手
- エルス・カレンズ：テニス選手
- レネ・デザイェレ：サッカー指導者
- ジョルジュ・ロンス：自転車選手
- ロメル・ルカク：サッカー選手
- ケヴィン・デ・ブライネ：サッカー選手
- トビー・アルデルヴァイレルト：サッカー選手

## 対外関係

### 姉妹都市･提携都市
姉妹都市
- ロッテルダム（オランダ 南ホラント州）（1940年）
- ミュルーズ（フランス グラン・テスト地域圏オー＝ラン県）（1954年）
- サンクトペテルブルク（ロシア 連邦市）（1958年）
- マルセイユ（フランス プロヴァンス＝アルプ＝コート・ダジュール地域圏ブーシュ＝デュ＝ローヌ県）（1958年）
- ロストック（ドイツ メクレンブルク＝フォアポンメルン州）（1963年）
- 上海（中国 直轄市）（1984年）
- アクヒサル（トルコ エーゲ海地方マニサ県）（1988年）
- ハイファ（イスラエル ハイファ地区）（1995年）
- ケープタウン（南アフリカ共和国 西ケープ州）（1996年）
- バルセロナ（スペイン カタルーニャ州バルセロナ県）（1997年）
- ルートヴィヒスハーフェン・アム・ライン（ドイツ ラインラント＝プファルツ州）（1998年）
- フェズ（モロッコ フェズ＝メクネス地方フェズ県）（2000年）
- オスロ（ノルウェー 東部地域）

パートナーシップ都市
- パラマリボ（スリナム パラマリボ地方）
- ダーバン（南アフリカ共和国 クワズール・ナタール州）

### 姉妹港･提携港
友好港
- 名古屋港（日本 愛知県）（1988年）